# Gary Clark Jr.
Gary Clark Jr. (Austin, 15 febbraio 1984) è un chitarrista e cantante statunitense.
Descritto come il futuro del blues del Texas, Clark ha condiviso il palco con numerose leggende del rock and roll.
Egli ha dichiarato che è "influenzato da blues, jazz, soul e country così come dall'hip hop". Clark ha uno stile musicale unico e particolare, il suono della sua chitarra è di solito colorato dal Fuzz e dunque molto sporco, mentre il suo stile vocale morbido.

## Carriera
Gary Clark Jr. ha iniziato a suonare la chitarra all'età di dodici anni. Nato e cresciuto ad Austin, Clark ha intrapreso piccoli concerti per tutta la sua adolescenza, fino a quando ha incontrato il promotore Clifford Antone, titolare del Music Club di Austin Antone. Antone è stato il trampolino di lancio per artisti come Stevie Ray Vaughan e Jimmie Vaughan, Gary da lui è stato definito il blues-man del momento. Poco dopo l'incontro con Clifford, Clark ha cominciato a collaborare con una serie di icone musicali, tra cui Jimmie Vaughan. Vaughan e altri nella comunità musicale di Austin hanno aiutato Clark lungo il suo percorso musicale, facilitando la sua ascesa nel rock & roll nella scena del Texas. La musica di Clark dimostra come il blues ha plasmato praticamente ogni mezzo della musica nel secolo scorso, dall'hip- hop al country.
La rivista Rolling Stone ha definito Clark "Best Young Gun" nel suo numero di aprile de 2011, "Best of Rock".
Gary Clark ha cantato la bonus track di " I Want You Back " dei Jackson 5 nell'album di Sheryl Crow 100 Miles from Memphis.
Nel 2012, Clark è stato accreditato come co-autore (insieme a Andrew Wansel e Warren Felder) per il brano Fire We Make di Alicia Keys, incluso nell'album Girl on Fire e poi pubblicato come Singolo l'anno successivo.
Il 28 agosto 2012, Alicia Keys ha rivelato via Twitter che il nuovo album di debutto di Clark, Blak e Blu, sarebbe stato distribuito il 22 ottobre 2012. Più tardi dopo quel giorno, la notizia è apparsa sul sito ufficiale di Clark.
Clark ha lavorato con i Foo Fighters sulla traccia What Did I Do? / God As My Witness inclusa nel loro album Sonic Highways del 2014, registrato ad Austin, in Texas.
L'11 settembre 2015 ha pubblicato in tutto il mondo l'album The Story of Sonny Boy Slim.
Il 17 marzo 2017 Clark pubblica il suo secondo album live, Live North America 2016, registrato in diverse esibizioni del suo tour del 2016 negli Stati Uniti, che include molti brani del suo ultimo album (The Story of Sonny Boy Slim) ed in più due cover inedite, Honest I Do di Jimmy Reed e My Baby's Gone di Elmore James.
Nel 2018 compare nell'episodio n. 2 della seconda stagione della serie televisiva Luke Cage, dove si esibisce nel nightclub "Harlem's Paradise".
Nello stesso anno ha fatto una cover di Come Together dei Beatles con Junkie XL per la colonna sonora del film  Justice League.

## Apparizioni Live
Clark ha partecipato al Crossroads Guitar Festival 2010 l'evento organizzato da Eric Clapton, insieme a B.B King Buddy Guy, Steve Winwood, John Mayer, Sheryl Crow, Jeff Beck e ZZ Top. Si è unito a Doyle Bramhall e Sheryl Crow sul palco per la loro performance con Eric Clapton, e ha cantato alcuni suoi inediti, come Dont'Owe You A Thing, soundtrack del celebre gioco Need For Speed.
Nel giugno 2011, Clark si è esibito durante l'annuale Festival di Bonnaroo Music di Manchester, Tennessee, al Miller Lite On Tap Lounge. Il 10 giugno 2012, Clark ancora una volta si esibisce al Bonnaroo, e la sua performance è stata trasmessa in diretta on-line tramite il Bonnaroo MusicFest canale su YouTube.
Nel febbraio 2012, Clark si esibisce insieme a leggende del blues all'evento Red, White and Blues alla Casa Bianca. L'evento, in onda su PBS, comprendeva anche BB King, Mick Jagger, Jeff Beck e Buddy Guy, tra gli altri. Clark ha cantato " Catfish Blues " e " In the Evening (When the Sun Goes Down)", ed insieme ad altri partecipanti " Let the Good Times Roll", "Beat Up Old Guitar", " Five Long Years " e "Sweet Home Chicago ".
Nel giugno 2012, Clark collabora con la Dave Matthews Band suonando "Impossibile Stop" e " All Along the Watchtower " in Virginia Beach e Indianapolis.
Il 21 e 22 ottobre 2012, Clark ha aperto il concerto Bridge School Benefit, Bridge XXVI.
L'8 dicembre 2012, Clark è apparso in un concerto dei Rolling Stones del loro tour del 50 ° anniversario presso il Centro di Barclay a Brooklyn, NY per eseguire il brano Don Nix " Going Down " con la band. Il 15 dicembre 2012 egli si unì a loro sul palco di nuovo a suonare la stessa canzone, insieme a John Mayer, durante l'ultima data del mini -tour degli Stones al Prudential Center di Newark, NJ.
Il 12 giugno 2013, Clark si è esibito come ospite con i Rolling Stones a Boston TD Garden. Clark si unì agli Stones per suonare il brano di Freddie King  ' Going Down '.
Il 30 giugno 2013, Clark è apparso sul palco Avalon al Festival di Glastonbury. La sua performance è stata dichiarata ' la prestazione più elettrizante del festival, battendo la leggendaria apparizione di The Rolling Stones (la notte precedente) che è al secondo posto '.
Il 25 ottobre 2013, è apparso in long-running spettacolo musicale britannico Later ... with Jools Holland.
Il 9 febbraio 2014, Clark ha eseguito la canzone dei Beatles While My Guitar Gently Weeps, insieme a Dave Grohl e Joe Walsh per The Beatles: the Night that Changed America.
Il 16 febbraio 2014 Clark si esibisce durante l'NBA Allstar Game Halftime con Trombone Shorty, Earth Wind and Fire, Dr. John e Janelle Monáe.
Il 16 febbraio 2015 Clark si esibisce insieme a Ed Sheeran e Beyoncé in un tributo a Stevie Wonder nel Grammy-Sponsered tribute, "Songs in the Key of Life – An All-Star Salute".
Nel luglio 2015 ha aperto i concerti di Lenny Kravitz al Summer Festival di Lucca e quello di Piazzola sul Brenta, in Italia.
Nel 2022 ha aperto dei concerti dei Guns N’ Roses durante il loro tour estivo.

## Strumentazione
Gary Clark Jr. usa principalmente Epiphone Casino, Gibson SG sia con pick-up P-90 che con Humbucker, Fender Stratocaster e Fender Telecaster, ma anche Epiphone Masterbuilt e chitarre acustiche Gibson Hummingbird.
Nel 2019 ha iniziato ad utilizzare chitarre Wide Sky, di costruzione artigianale americana, dotate di P-90.
Clark usa corde .011-.049 D'Addario EXL 115.
Clark usa un amplificatore Fender Vibro-King. È noto per l'uso estensivo di pedali fuzz, Fuzzface della Dunlop, Astrotone della Analog Man in particolare predilige un Fulltone Octafuzz.
Come effetti in pedaliera utilizza un Wah Dunlop Crybaby modificato a suo piacimento, un Analog Man King of Tone come overdrive, un Hermida Audio Zendrive sempre come overdrive e un reverbero FLINT della Strymon,

## Discografia

### Album in studio
- 2004 - 110
- 2008 - Worry No More
- 2012 - Blak and Blu
- 2015 - The Story of Sonny Boy Slim
- 2019 - This Land
- 2024 - JPEG RAW

### EP
- 2010 - Gary Clark Jr.
- 2011 - The Bright Lights
- 2012 - Gary Clark Jr Presents Hotwire Unlimited Raw Cuts Vol. 1
- 2012 - The Bright Lights EP Australian Tour Edition
- 2013 - Gary Clark Jr Presents Hotwire Unlimited Raw Cuts Vol. 2

### Singoli
- 2014 - When My Train Pulls in
- 2014 - Catfish Blues
- 2015 - The Healing
- 2015 - Grinder
- 2015 - Church
- 2015 - Hold On
- 2015 - Star
- 2016 - Take Me Down
- 2017 - The Healing (live)
- 2017 - My Baby's Gone (live)

### Album live
- 2014 - Gary Clark Jr. Live
- 2017 - Live North America 2016

## Filmografia
- Chef, regia di Jon Favreau (2014)
- Elvis, regia di Baz Luhrmann (2022)

## Filantropia
Clark si è esibito al "Keep a Child Alive Black Ball benefit" di Alicia Keys in beneficenza allo scopo di aiutare i bambini con l'AIDS in Africa. I due hanno eseguito While My Guitar Gently Weeps dei Beatles.

## Vita Privata
Il 5 novembre 2014, Clark ha annunciato il suo fidanzamento ufficiale con la supermodella Nicole Trunfio. L'11 gennaio 2015, la coppia ha avuto il loro primo bambino, Zion.